# Дивовижна спіраль
«Дивовижна спіраль» (італ. Spira Mirabilis) — італійсько-швейцарський документальний фільм, знятий Массімо Д'Анольфі та Мартіною Паренті. Світова прем'єра стрічки відбулась 4 вересня 2016 року на Венеційському кінофестивалі. Фільм розповідає «історії безсмертя», зафіксовані в різних місцях Землі.

## Визнання
| Нагороди та номінації фільму «Дивовижна спіраль» | Нагороди та номінації фільму «Дивовижна спіраль» | Нагороди та номінації фільму «Дивовижна спіраль» | Нагороди та номінації фільму «Дивовижна спіраль» | Нагороди та номінації фільму «Дивовижна спіраль» | Нагороди та номінації фільму «Дивовижна спіраль» |
| Рік                                              | Кінопремія / Кінофестиваль                       | Категорія / Нагорода                             | Номінант                                         | Результат                                        |                                                  |
| ------------------------------------------------ | ------------------------------------------------ | ------------------------------------------------ | ------------------------------------------------ | ------------------------------------------------ | ------------------------------------------------ |
| 2016                                             | Венеційський кінофестиваль                       | «Золотий лев» за найкращий фільм                 | «Дивовижна спіраль»                              | Номінація                                        |                                                  |